# Victorina Bora
Victorina Bora (n. Stoenescu, n. 15 ianuarie 1972, Urzicuța, România) este o fostă jucătoare și actual antrenor de handbal din România. Ca handbalistă, Bora a participat cu echipa națională a României la Jocurile Olimpice de vară din 2000.
Victorina Bora a evoluat pe postul de pivot.

## Biografie
Bora a început să joace handbal la Școala Generală Nr. 18 din Craiova, apoi a ajuns la Clubul Sportiv Școlar din același oraș, unde a fost pregătită de profesorul Gheorghe Sbora. În 1987 a fost convocată la echipa de junioare a României.
Prima echipă de senioare a fost CFR Craiova, unde a jucat cu dublă legitimare începând din 1988, la vârsta de 16 ani. În 1991 a participat cu echipa de tineret a României la Campionatul Mondial din Franța. În același an a fost promovată la reprezentativa B de senioare, apoi la echipa principală a României, unde a evoluat cu intermitență până în 1994, când a devenit componentă a lotului de bază și a luat parte la Campionatul European.
Handbalista a rămas la CFR Craiova până la sfârșitul sezonului 1993-1994, când antrenorul Sbora a părăsit echipa. Bora a evoluat apoi la Rapid București, Kometal Skopje și HC Dacia Pitești, iar între 1996 și 1997 l-a urmat pe Gheorghe Sbora la Șuiorul Agecom Baia Mare.
Victorina Bora a jucat apoi cinci ani la Oltchim Râmnicu Vâlcea, echipă cu care a câștigat patru titluri naționale și de patru ori Cupa României. A luat parte cinci ani la rând cu Oltchim la competițiile europene și a jucat în finala Cupei Cupelor EHF, în 2002.
În 1998 și 2000 a participat din nou cu echipa națională la Campionatele Europene, iar în 2000 s-a clasat pe locul al 7-lea la Jocurile Olimpice. În total, a jucat pentru echipa României în 85 de partide, în care a înscris 162 de goluri.
Și-a continuat cariera de club în Italia, la Handball Messina. A revenit apoi în România și l-a urmat pentru a treia oară pe profesorul Gheorghe Sbora, care antrena SCM Craiova. A fost mai întâi jucătoare, apoi a devenit antrenor jucător al echipei, pe care a promovat-o în Liga Națională, în 2010. Între 2011 și 2012 a antrenat TEROM Z Iași, al cărei sponsor își propusese să construiască o echipă pentru cupele europene, dar proiectul nu s-a materializat și clubul s-a desființat curând după aceea. Au urmat trei ani în care a predat handbal la CNOE Râmnicu Vâlcea, iar între 2015 și 2016 a antrenat CSM Unirea Slobozia. Din 2016 este antrenor al echipei CSM Slatina.
Victorina Bora a obținut licența Master Coach în ianuarie 2020. Este căsătorită cu fostul fotbalist și actualul antrenor Cristian Bora și au împreună o fată, Andreea, handbalistă și ea. În septembrie 2014, Bora a fost declarată cetățean de onoare al comunei Urzicuța, iar sala de sport din localitate îi poartă numele.

## Palmares
Cu echipe de club
- Liga Națională:[10]
  -  Câștigătoare: 1998, 1999, 2000, 2002
  -  Locul 2: 2001

- Cupa României:
  -  Câștigătoare: 1998, 1999, 2001, 2002

- Cupa Cupelor EHF:[9][12][18]
  - Finalistă: 2002
  - Sfert-finalistă: 1997

Cu echipa națională
- Balcaniada pentru tineret:[19]
  -  Câștigătoare: 1988, 1990

- Campionatul Mondial Universitar:[7]
  -  Medalie de bronz: 1994

- Trofeul Carpați:[7]
  -  Câștigătoare: 1994